# Laterale retroflessa
La laterale retroflessa è una consonante rappresentata con il simbolo <ɭ> nell'alfabeto fonetico internazionale. Nella lingua italiana tale fono non è presente. La consonante, che è sonora, ha una sua controparte sorda rappresentata con il simbolo <ɭ̊>.

## Caratteristiche
La consonante approssimante laterale sonora presenta le seguenti caratteristiche:
- il suo modo di articolazione è approssimante, perché questo fono si trova al confine tra un'articolazione consonantica e una vocalica;
- il suo luogo di articolazione è retroflesso, perché nel pronunciare tale suono la punta della lingua si flette all'indietro a toccare il palato;
- è una consonante sonora, in quanto questo suono è prodotto con la vibrazione delle corde vocali;
- è una consonante orale, in quanto l'aria può uscire soltanto dalla bocca;
- il suo modo di articolazione è laterale, perché questo fono è dovuto all'occlusione della parte centrale del canale orale (la bocca), che costringe l'aria a passare dai lati;

## Nelle lingue

### Lingua baškira
In Lingua baškira è rappresentata con la grafia <л> come nella parola "ел" [jɪ̞ɭ], "vento".

### Lingua francese
In lingua francese (varietà standard) è rappresentata con la grafia <l> come nella parola "belle jambe" [bɛɭ ʒɑ̃b], "bella gamba". Per alcuni parlanti è tuttavia di un allofono di /l/, /f/ and /ʒ/.

### Lingua norvegese
In lingua norvegese, è rappresentata con la grafia <rl> come nella parola "farlig" [ˈfɑːɭi], "pericoloso".

### Lingua svedese
Come in norvegese, anche nella lingua svedese, è rappresentata con la grafia <rl> come nella parola "sorl" [soːɭ], "mormorio".

### Lingua enindhilyagwa
Anche in lingua enindhilyagwa, è rappresentata con la grafia <rl> come nella parola "marluwiya" [maɭuwija], "emu".

### Lingua marathi
In lingua marathi, è rappresentata con la grafia <ळ> come nella parola "बाळ" [baːɭ], "bambino". La consonante è pronunciata come /ɭə/.